# Most Sokolovských hrdinů (Darkov)
Most Sokolovských hrdinů v Karviné-Darkově (místně nazýván Darkovský most) je železobetonový silniční most přes řeku Olši a výrazná dominanta u lázní v Darkově. Most je prohlášen kulturní památkou ČR.

## Historie
Most překlenující řeku Olši v Darkově spojoval části Darkova rozdělené řekou a byl intenzívně využíván automobilovou dopravou. Darkovský most projektoval vídeňský stavitel Ing. Franz Rabe. Stavba mostu byla zahájena v roce 1922 a dokončena v roce 1925. Během povodní v roce 1997 řeka Olše málem most zaplavila. V letech 2003–2004 byl most rekonstruován. Byla provedena celková sanace železobetonové konstrukce a celé mostové těleso vyzvednuto o dva metry nad původní nivelaci. Při sanaci byly zachovány reliéfy na stěnách. Od roku 2004 slouží pro pěší a cyklisty, z dopravní obsluhy byla vyřazena automobilní doprava.

## Popis
Železobetonový obloukový silniční most s novobarokními prvky je unikátní technické řešení. Na dvou podélných obloucích je zavěšena mostovka. Ke konstrukci bylo použito odlehčeného železobetonového Vierendeelova nosníku v horním oblouku. Most je příčně vyztužen třemi trojicemi vodorovných prutů nad sebou, proložených svislým středním prutem.
Výška mostu je 6,25 metru, dolní mostovka je dlouhá 55,8 metru a most je široký 5,6 metru.

## Zlatá mince
V letech 2011–2015  Česká národní banka vydala deset zlatých mincí v edici Mosty České republiky. V roce 2014 byl obloukový most v Darkově vyražen na pamětní zlatou minci. Vítězný návrh mince provedl student Asamata Baltaev z Vyšší odborné školy v Jablonci nad Nisou.

## Galerie

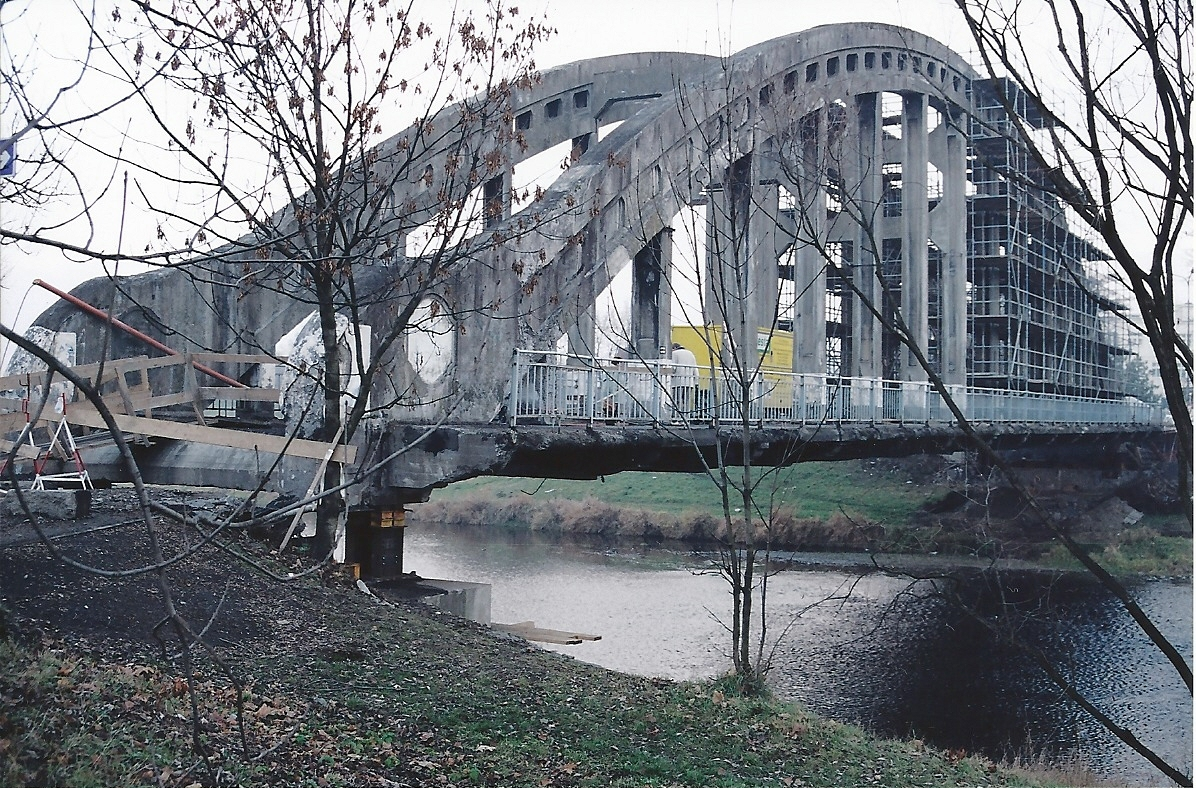
Rekonstrukce
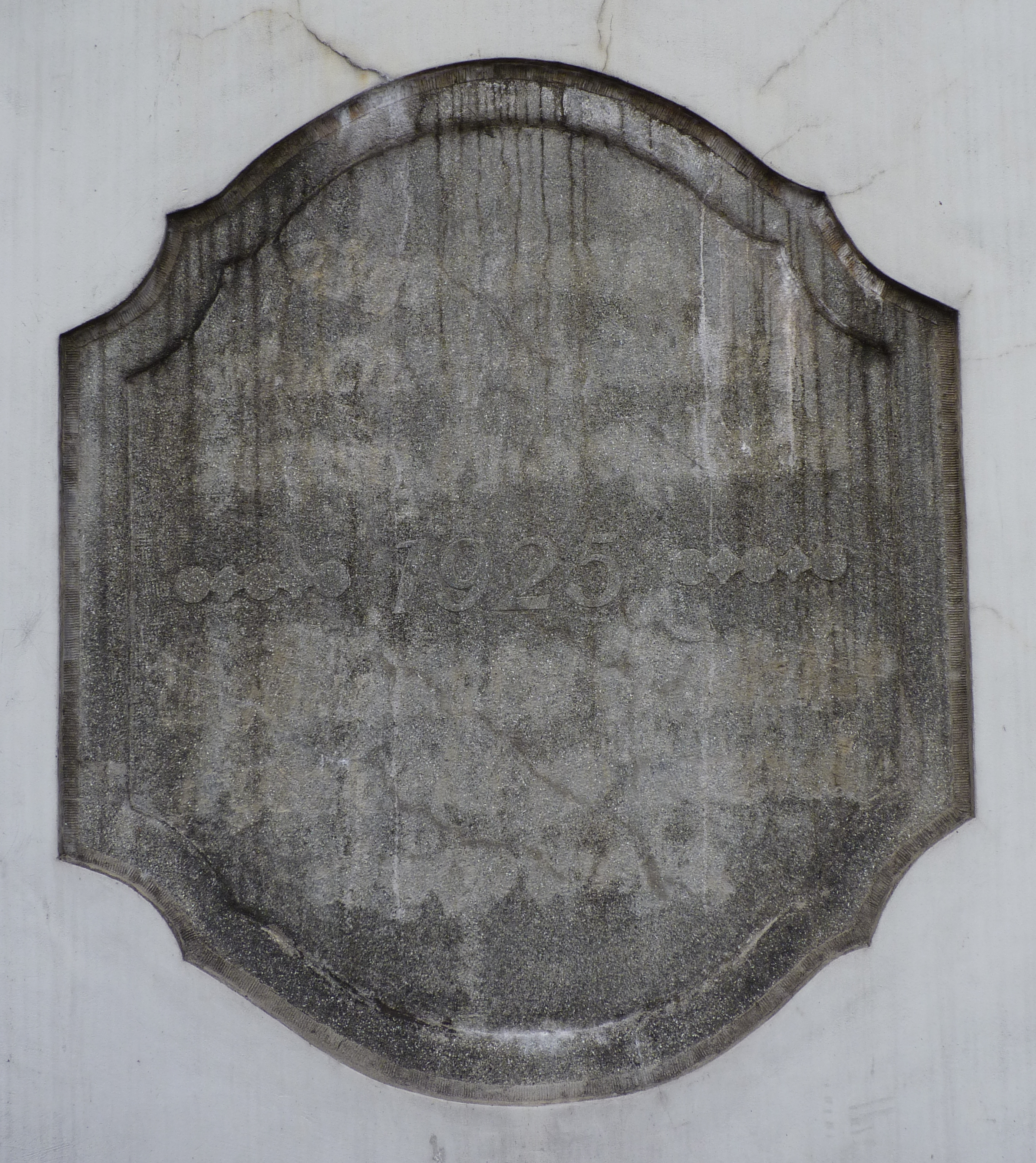
Reliéf
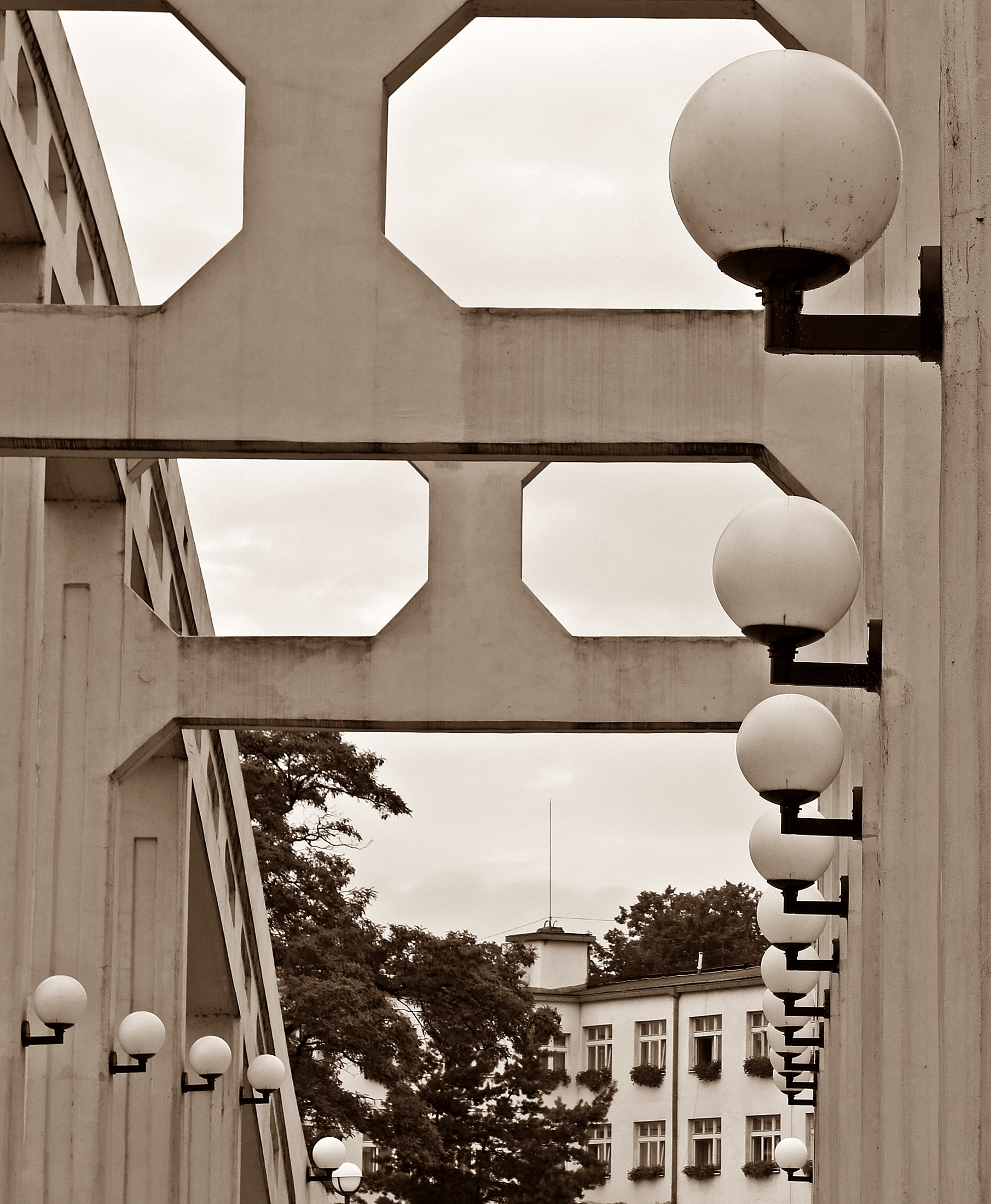
Příčné vyztužení
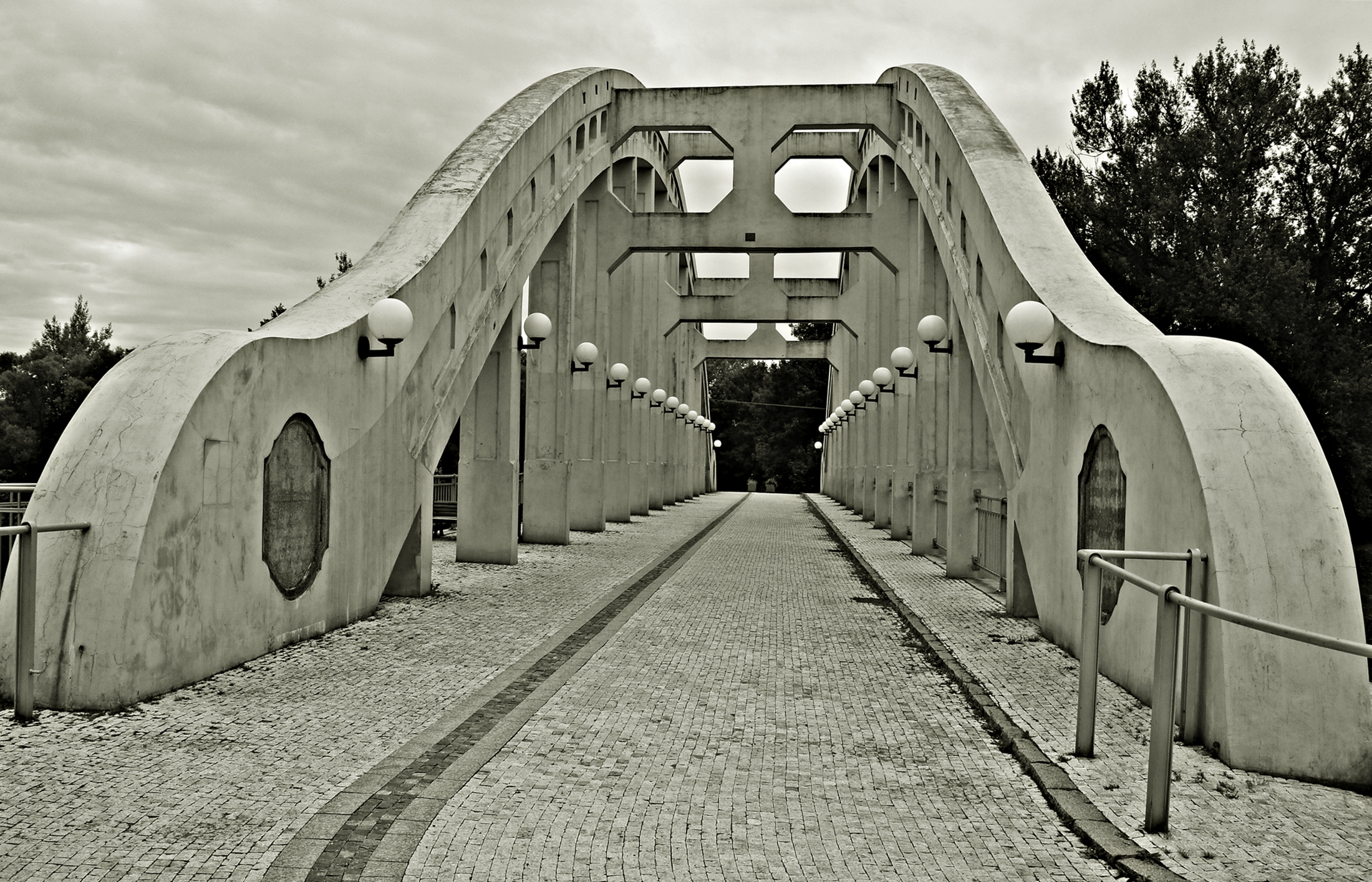
Mostovka
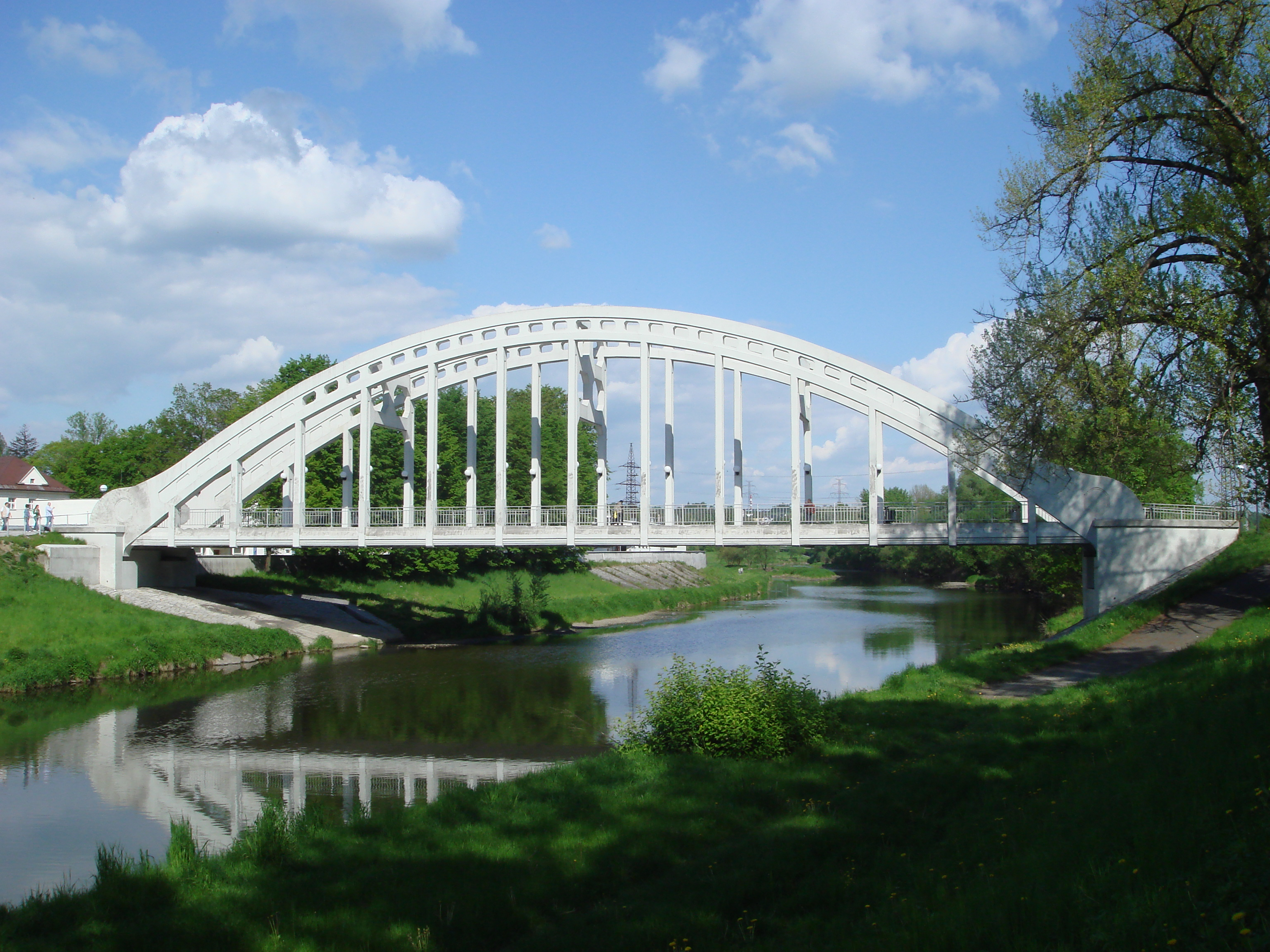
Opravený most